# 나나오정
나나오정(七尾町)은 이시카와현 가시마군에 존재했던 정이다. 현재의 나나오시에 해당한다.

## 역사
- 1889년 4월 1일 - 정촌제 시행에 의해 가시마군 나나오정이 성립하였다.
- 1939년 7월 20일 - 히가시미나토촌, 야타고촌, 도쿠다촌, 니시미나토촌, 이시자키촌,와쿠라정의 일부와 합병해 나나오시가 성립하였다.

## 참고문헌
- 『全日本地名辞典 石川県』